# 女子营养大学短期大学部
女子营养大学短期大学部（日语：／ Joshi Eiyō Daigaku Tanki Daigakubu *），简称营短（えいたん），是一所位于日本东京都丰岛区的私立短期大学。

## 概要

### 简介
- 学校最早可以追溯到1933年[1]。短期大学为于1950年开办[1]、由学校法人香川营养学园经营。

### 历史
- 1950年 女子营养短期大学成立并同时设置营养科[1]。
- 1956年 第二部成立于营养科[1]。
- 1964年 营养科改名为食物营养科[1]。
- 1971年 食物营养科改名为食物营养学科[1]。
- 1999年 第二部招生最后[2]。
- 2000年 女子营养短期大学改名为女子营养大学短期大学部。
- 2001年 今年5月29日食物营养学科第二部[2]。
- 2009年 食物营养学科的招生把人员从100个人到160个人[1]。

### 宪章
- 请参看女子营养大学短期大学部的标志（页面存档备份，存于） （日語） 2013年11月22日阅览。

## 学校环境
- 校区：在东京都丰岛区

## 历任校长
- 香川绫：第一代短期大学校长
- 香川芳子：现在短期大学校长[3]

## 组织

### 学科
- 食物营养学科
  - 第一部
  - 第二部[注 1]

### 专科
| - 没有 |

## 知名校友
- 石田百合子：女演员
- 河田纯子：日本偶像、唱作人
- 上村泰子：料理研究者

## 相关链接
- 日本短期大学列表
- 女子营养大学